# Jorge, o Hagiorita
Jorge, o Hagiorita (em georgiano: გიორგი მთაწმიდელი; 1009 - 1069) foi uma das maiores figuras eclesiásticas da Monte Atos, um notável teólogo e filósofo ortodoxo. Jorge era um georgiano nascido em Reino da Geórgia.